# 薩拉托夫省
薩拉托夫省（Саратовская губерния）是俄羅斯帝國和蘇聯早期的一個省份。位於伏爾加河西岸，包括今日的薩拉托夫州西部和伏爾加格勒州中部等地區。首府薩拉托夫。
1780年建省，1928年被納入下伏爾加邊疆區。